# هنري لوكلير
هنري لوكلير (بالإنجليزية: Henri Leclerc)‏ هو دراج فرنسي.

## روابط خارجية
- هنري لوكلير على موقع أرشيف الدراجات (الإنجليزية)
- هنري لوكلير على موقع إحصائيات الدراجات الإحترافية (الإنجليزية)